# Hypoestes cephalotes
Hypoestes cephalotes är en akantusväxtart som beskrevs av Heinrich Friedrich Link. Hypoestes cephalotes ingår i släktet Hypoestes och familjen akantusväxter. Inga underarter finns listade i Catalogue of Life.